# Giorgio Lisi
Giorgio Lisi (Rimini, 5 marzo 1956) è un politico italiano.

## Biografia
Fin dagli anni '80 è consigliere comunale della Democrazia Cristiana a Rimini, ricoprendo anche il ruolo di assessore dal 1989 al 1993.
Venne eletto consigliere regionale dell'Emilia-Romagna per Forza Italia alle elezioni del 1995 nella circoscrizione provinciale di Rimini.
È stato eletto nel Parlamento Europeo nel 1999 nelle liste di Forza Italia, nella circoscrizione nord-est. A Strasburgo ha fatto parte delle seguenti Commissioni: per lo sviluppo e la cooperazione, per la politica regionale, i trasporti e il turismo, per la pesca e di quella per la politica regionale, i trasporti e il turismo. Termina il proprio mandato nel 2004.